# Ascobulla souverbiei
Ascobulla souverbiei is een slakkensoort uit de familie van de Volvatellidae. De wetenschappelijke naam van de soort is voor het eerst geldig gepubliceerd in 1874 door Montrouzier in Souverbie & Montrouzier.